# Академи (стадион)
Академи (англ. Academy Stadium) — футбольный стадион в Манчестере, расположенный в кампусе Этихад. 19 сентября 2011 года был анонсирован как часть тренировочного комплекса академии «Манчестер Сити»; был открыт 8 декабря 2014 года. В сентябре 2023 года стадион был переименован в Джои Стэдиум (Joie Stadium). Студенты Городского университета Манчестера сыграли первый официальный матч 14 декабря 2014 года. Домашний стадион резервистов, академии и женской команды «Манчестер Сити».
На территории спортивного комплекса расположены офисы, торговые площадки и пресс-центр. Стадион расположен в 400 метрах от арены основной команды «Этихад» и соединён с ней мостом, проходящим над Эштон Нью Роуд и Алан Тьюринг Уэй.
На стадионе проводились матчи женской Лиги чемпионов УЕФА, а также прошли три матча группового турнира чемпионата Европы среди женщин 2022 года. Футболистка сборной Исландии Сара Бьорк Гуннарсдоттир раскритиковала организаторов турнира за выбор «тренировочного поля» с низкой вместимостью зрителей в качестве места проведения матчей высокого международного уровня, назвав это решение «неуважительным» по отношению к участницам Евро-2022.

## Матчи
Арена стала одним из десяти стадионов, которые принимали матчи чемпионата Европы по футболу среди женщин.
| Дата         | Матч               | Результат | Посещаемость | Турнир   |
| ------------ | ------------------ | --------- | ------------ | -------- |
| 10 июля 2022 | Бельгия — Исландия | 1:1       | 3 859        | Группа D |
| 14 июля 2022 | Италия — Исландия  | 1:1       | 4 029        | Группа D |
| 18 июля 2022 | Италия — Бельгия   | 0:1       | 3 919        | Группа D |